# Hojanovice
Hojanovice település Csehországban, a Pelhřimovi járásban. Hojanovice Vojslavice, Horní Paseka, Koberovice, Ježov és Kaliště településekkel határos. Lakosainak száma 102 fő (2024. január 1.).

## Népesség
A település lakosságának változását az alábbi diagram mutatja:
| Lakosok száma | 218  | 245  | 227  | 163  | 121  | 97   | 99   | 102  | 109  | 102  |
|               | 1869 | 1900 | 1921 | 1961 | 1980 | 2011 | 2016 | 2019 | 2021 | 2024 |